# Ђузепе Меаца
Ђузепе Меаца (итал. Giuseppe Meazza; Милано, 23. август 1910 — Лисоне, 21. август 1979) је бивши италијански фудбалски ас и тренер.

## Биографија
Остао је упамћен као један од најбољих навалних играча у свету између два рата. Био је уметник дриблинга. Највеће задовољство било му је да предрибла голмана и да са лоптом уђе у гол. Због свега што је учинио за фудбал, градски стадион у Милану је 1979. године добио његово име.
На фудбалској сцени појавио се као 17-годишњак у дресу Амбросиане (Интера). Два пута је био првак Италије (1930, 1938), једном победник купа Италије 1939. Због слабе циркулације крви у нози, годину дана је паузирао (1940) Враћа се и игра за Милан (1941—1942), наставља у Јувентусу (1942—1943). До краја рата игра незваничне утакмице за Варезе. У сезони 1945—1946 облачи дрес Аталанте из Бергама. Када је Интеру запретило испадање из Прве лиге постао је играч–тренер. Одиграо је 17 утакмица, постигао два гола и спасао Интер.
Три пута је био голгетер првенства Италије (1930, 1936, 1938).
У репрезентацији Италије дебитовао је 1930, на утакмици против репрезентације Швајцарске 4:2 (стрелац два гола), а опростио се 1939. утакмицом против Финске (3:2). Укупно је за репрезентацију одиграо 53 утакмице и постигао 33 гола.
Учествовао је на два Светска првенства 1934 и 1938, на којима је Италија била првак света.
У једном тренутку (1952—1953) био је помоћник селектора Карлина Берете, али су после само две победе у осам утакмица обојица смењени.

## Занимљивости
Ђузепе Меаца је један од само 13 играча који су наступали за три највећа и најтрофејнија италијанска клуба Јувентус, Интер и Милан. Поред њега то су урадили и Луиђи Чевенини, Савино Белини, Енрико Кандијани, Оскар Дамјани, Алдо Серена, Роберто Бађо, Едгар Давидс, Кристијан Вијери, Патрик Вијера, Златан Ибрахимовић, Андреа Пирло и Леонардо Бонучи. Треба додати да су у сва три клуба као тренери радили само Јожеф Виола (као играч наступао за Јувентус и Интер), Ђовани Трапатони (наступао за Милан) и Алберто Цакерони док је Ђузепе Вијани, дугогодишњи тренер Милана као играч наступао за Интер и Јувентус. Као помоћни тренер у сва три италијанска великана радио је Стефано Агрести, бивши јуниор Јувентуса. Такође, бивши фудбалер Јувентуса Стефано Пјоли је као тренер предводио Интер и Милан, док је бивши голман Интера Марко Ландучи радио као помоћни тренер у Милану и Јувентусу.

## Трофеји

### Интер
- Првенство Италије (2) : 1929/30., 1937/38. и 1939/40
- Куп Италије (1) : 1938/39.

### Репрезентација Италије
- Светско првенство (2) : 1934. и 1938.